# Sugelia Oñate Rosado
Sugelia (o Sugeila) Oñate Rosado (El Molino, 1976) es una fisioterapeuta y política colombiana, quien se desempeñó como Gobernadora de La Guajira.

## Biografía
Nació en 1976 en el municipio de El Molino, al sur de La Guajira. Es fisioterapeuta de profesión y posee especializaciones en Gerencia de Salud y en Gerencia Pública.
Afiliada al Partido Cambio Radical, en las elecciones regionales de Colombia de 2007 fue candidata a la Alcaldía de su población natal, sin éxito. Posteriormente, se convirtió en presidenta del Directorio Municipal del partido.
Tras la destitución del Gobernador Juan Francisco Gómez Cerchar por presuntos vínculos con el paramilitarismo, el gobierno de Juan Manuel Santos nombró a Faihan Al-Fayes Chaljub como Gobernador Encargado. Como consecuencia, el Partido Cambio Radical conformó una terna para suceder a Al-Fayes en la Gobernación, de la que Sugelia Oñate tomó parte junto con Rubén Fuentes Aragón y Carlos Alberto Barros Mattos.
Pese a que sería su primer cargo público, Oñate fue nombrada en febrero de 2014 como Gobernadora Encargada de La Guajira, siendo la segunda Gobernadora de La Guajira, después de Lola De la Cruz Mattos.
Su mandato terminó con la llegada al poder de José María Ballesteros, en junio de 2014, quien llegó gracias a su victoria en las elecciones atípicas.